# Нарцизовка (Винницкая область)
Нарцизовка (укр. Нарцизівка) — село на Украине, находится в Липовецком районе Винницкой области.
Код КОАТУУ — 0522283603. Население по переписи 2001 года составляет 285 человек. Почтовый индекс — 22535. Телефонный код — 4358.
Занимает площадь 0,999 км².

## Адрес местного совета
22534, Винницкая область, Липовецкий р-н, с. Лукашовка, ул. Первомайская, 1, тел. 3-71-25.

## Галерея

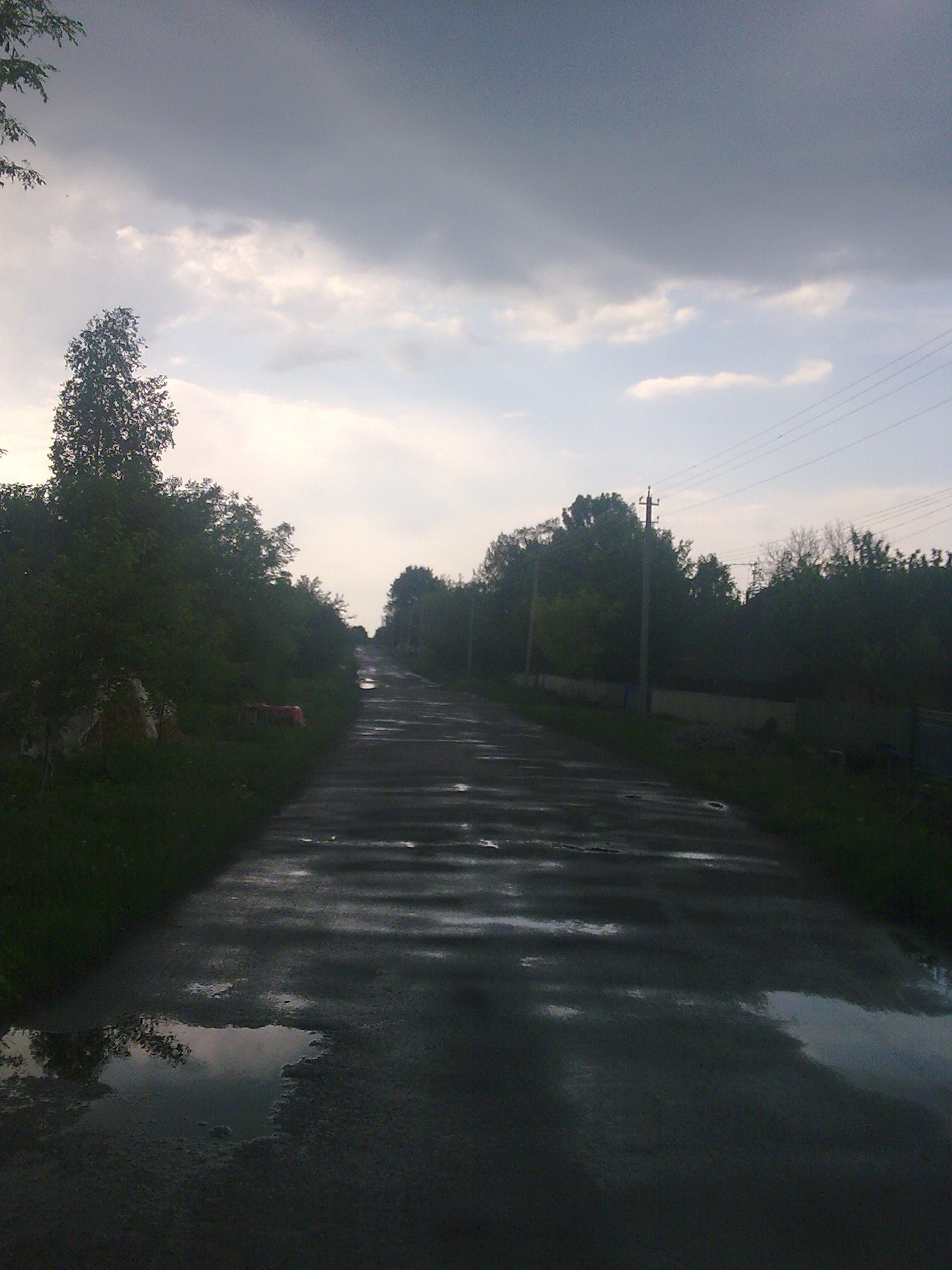
Улица Шевченко
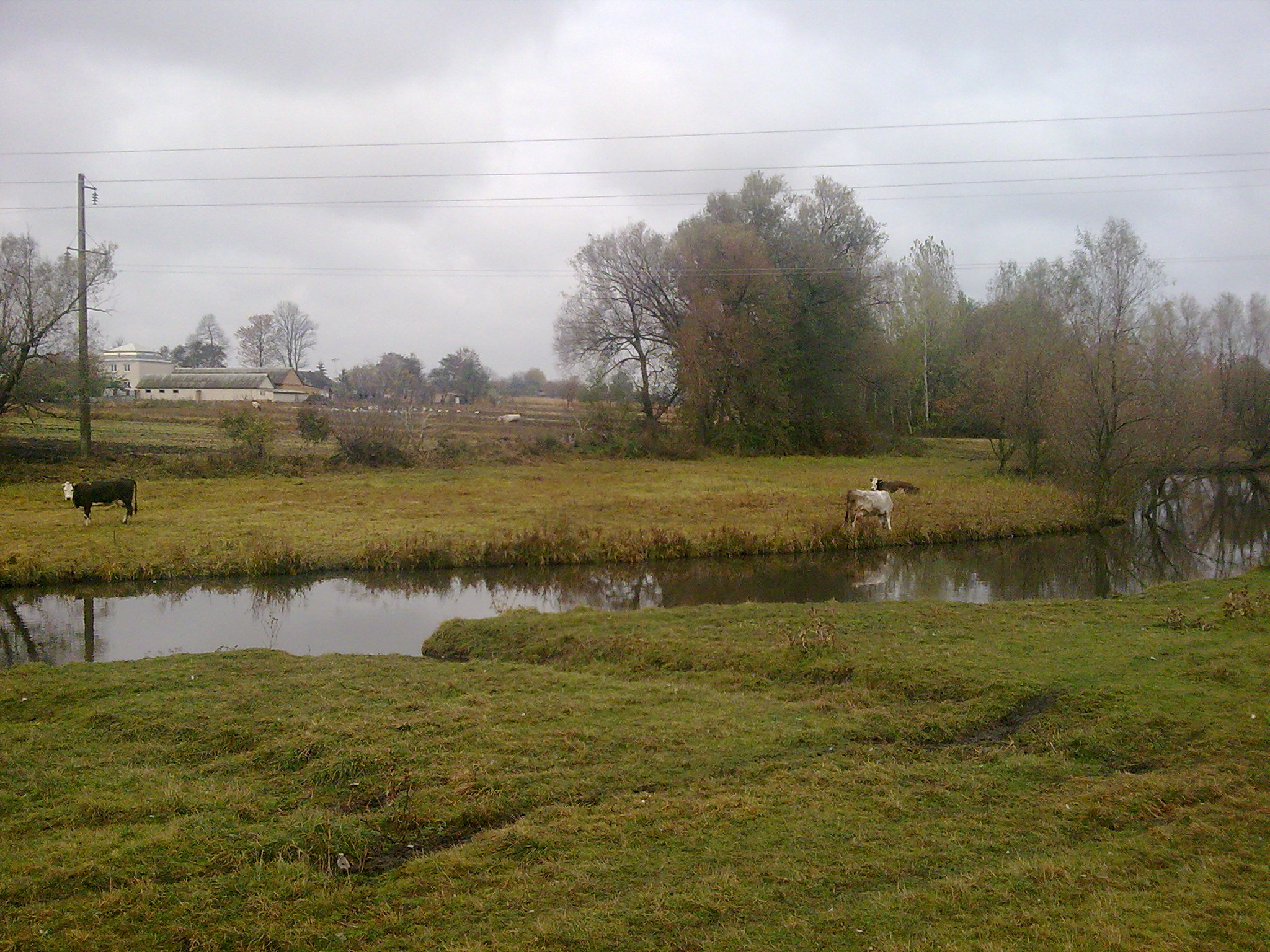
Река Скакунка